# NGC 5323
NGC 5323 este o galaxie spirală situată în constelația Ursa Mică. A fost descoperită în 20 decembrie 1797 de către William Herschel.